# Саобраћај у Молдавији
Република Молдавија је копнена земља у Европи која се граничи са само две земље, Румунијом и Украјином, које имају и заједничку границу. Постоје тешкоће у развоју прометног саобраћаја кроз земљу, што отежава развој и онако неразвијене саобраћајне мреже. 
Највећи саобраћајни чвор је главни град, Кишињев.

## Железнички саобраћај
По најновијим подацима из 2005. године укупна дужина железничке мреже у Молдавији је 1.138 km, при чему је целокупна мрежа неелектрификована и једноколосечна. Такође, железница дуго није била одржавана, па је железнички превоз веома лош. Као исве друге железнице у бившем СССРу и молдавска има шири колосек од уобучајеног (ширина 1520 mm). Последњих година постоје помаци напред, највише у повезивању Кишињева са државном луком на Дунаву.
Железничка веза са суседним земљама:
- Украјина - да
- Румунија - да, уз промену ширине колосека

## Друмски саобраћај
Укупна дужина путева у Молдавији у 2003. години је 12.730 km, од чега је са чврстом подлогом 10.973 km. Савремени ауто-путеви не постоје, а коловози са 4 траке постоје само на прилазу Кишињеву. Главни магистрални путеви су повезују Кишињев са обласним средиштима у држави и великим градовима у окружењу (Одеса, Галац, Јаши).

## Водени саобраћај
Молдавија је унутаркопнена земља, а најближа важнија поморска лука је Одеса. Држава се стога ослања на речни саобраћај. Међутим, и он је слабо развијен због одређених потешкоћа. Једина пловна река великог значаја је Дунав. Молдавија излази на ову реку само око 600 метара, па је цела та дужина претворена у Луку Ђурђулешти. Друге две мање реке, Прут и Дњестар су пловне само за мање бродове и такође су граничне.

## Гасоводи и нафтоводи
Гасовод: Дужина токова је 606 км (2006. године).
Нафтовод: не постоји.

## Ваздушни транспорт
У Молдавији је 2006. године постојало 12 званично уписаних аеродрома (погледати: Аеродроми у Румунији), од којих 6 са тврдом подлогом. Само је један аеродром уврштен на листу међународних аеродрома са IATA кодом (IATA Airport Code). То је кишињевски Међународни аеродром.